# Johannesgränd

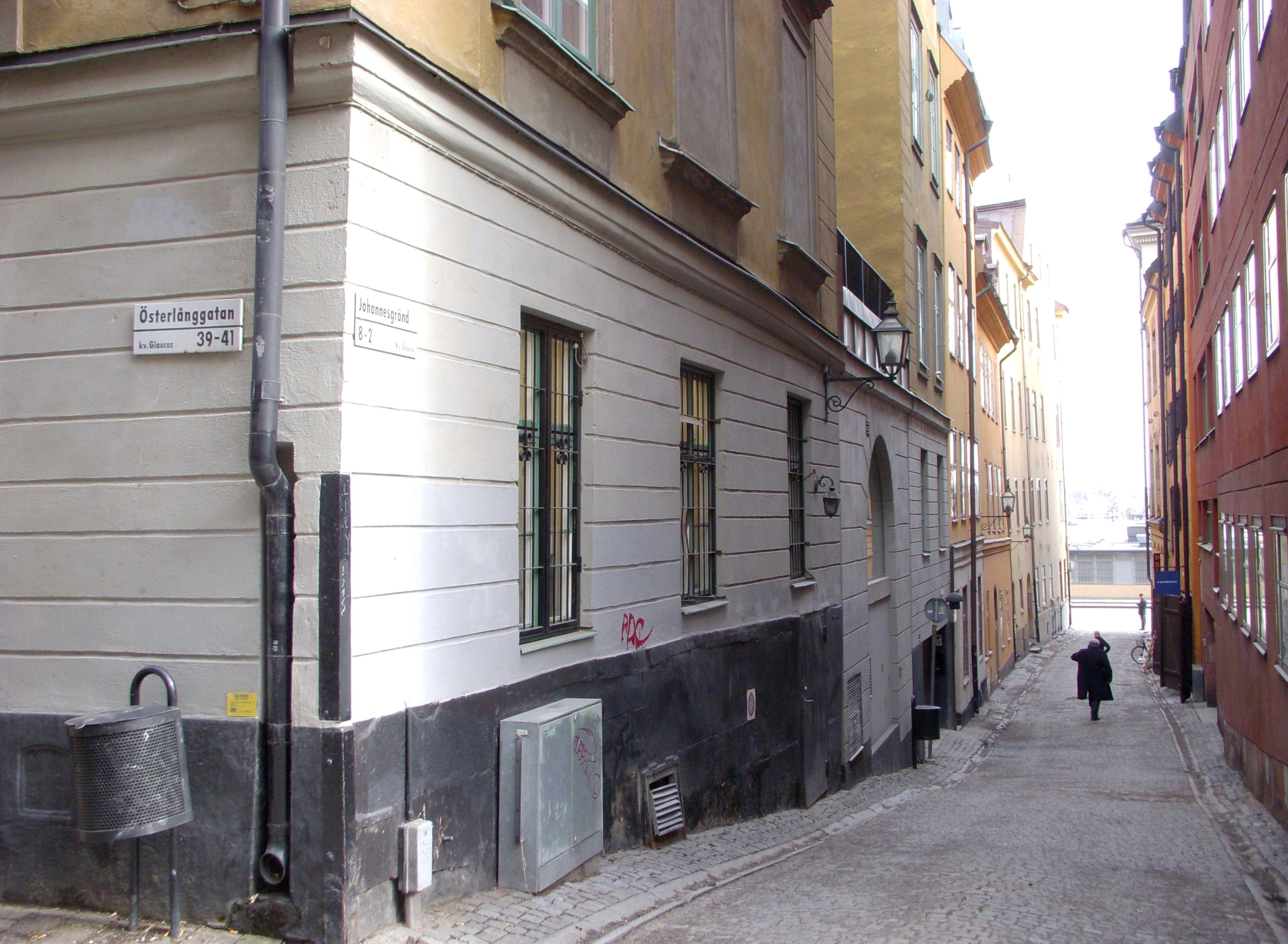
Österlånggatan/Johannesgränd, 2010.

Johannesgränd är en gränd i Gamla stan, Stockholm som går mellan Österlånggatan och Skeppsbron.
Den hette från början S:t Johannis gränd. Den lilla förändringen av namnet kom till på 1800-talet. Enligt ett dokument från 1503 kallades den då Sancte johannis grendt.
Gatan är uppkallad efter S:t Johanneskyrkan, en klosterkyrka tillhörande Johanniterorden, som invigdes den 14 augusti 1514 av biskop Otto Svinhufvud från Västerås. År 1527 övertogs kyrkan och tomten av staten i samband med Gustav Vasas reduktion. Omkring 1533–1534 revs kyrkan.
Där Johannesgränd möter Skeppsbron ligger på norra sidan Hebbeska huset, vars portal bär årtalet 1647 vilket är byggnadsåret. På södra sidan finns Nordström & Thulins hus, uppfört 1790.